# مايك هيل (معلق رياضي)
مايك هيل (بالإنجليزية: Mike Hill)‏ هو معلق رياضي أمريكي، ولد في 19 أغسطس 1972 في ذا برونكس في الولايات المتحدة.

## وصلات خارجية
- الموقع الرسمي